# Giovanni Battista Pozzi (médailleur du seizième siècle)
Pour les articles homonymes, voir Giovanni Battista Pozzi et Pozzi.
Giovanni Battista Pozzi est un médailleur italien actif à Milan à la fin du XVIe siècle.

## Biographie
Actif à Milan à la fin du XVIe siècle, Giovanni Battista Pozzi a produit des médailles pour commémorer les papes de Saint-Pierre à Jean XII. Les médailles n'avaient aucune grande valeur artistique.